# Brama Mostowa w Kordobie
Brama Mostowa w Kordobie (hiszp. Puerta del Puente) – jedną z trzech zabytkowych bram, które zachowały się w mieście Kordoba (Hiszpania), wraz z Bramami Almodóvara i Sewilską.
Pierwotnie była to brama w części rzymskich murów otaczających miasto, zwana po hiszp. Puerta de Algeciras, ponieważ prowadziła tędy południowa droga do Kordoby. W XVI w. architekt Hernán Ruiz III (1534–1606) podjął się ważnej przebudowy nadając jej monumentalny wygląd. Brama została zbudowana w stylu renesansowym dla upamiętnienia wizyty Filipa II Habsburga w 1570 podczas Sądów Generalnych w związku z buntem ludności mauretańskiej regionu Alpuhara w latach 1568–1571 przeciwko katolickiej władzy.

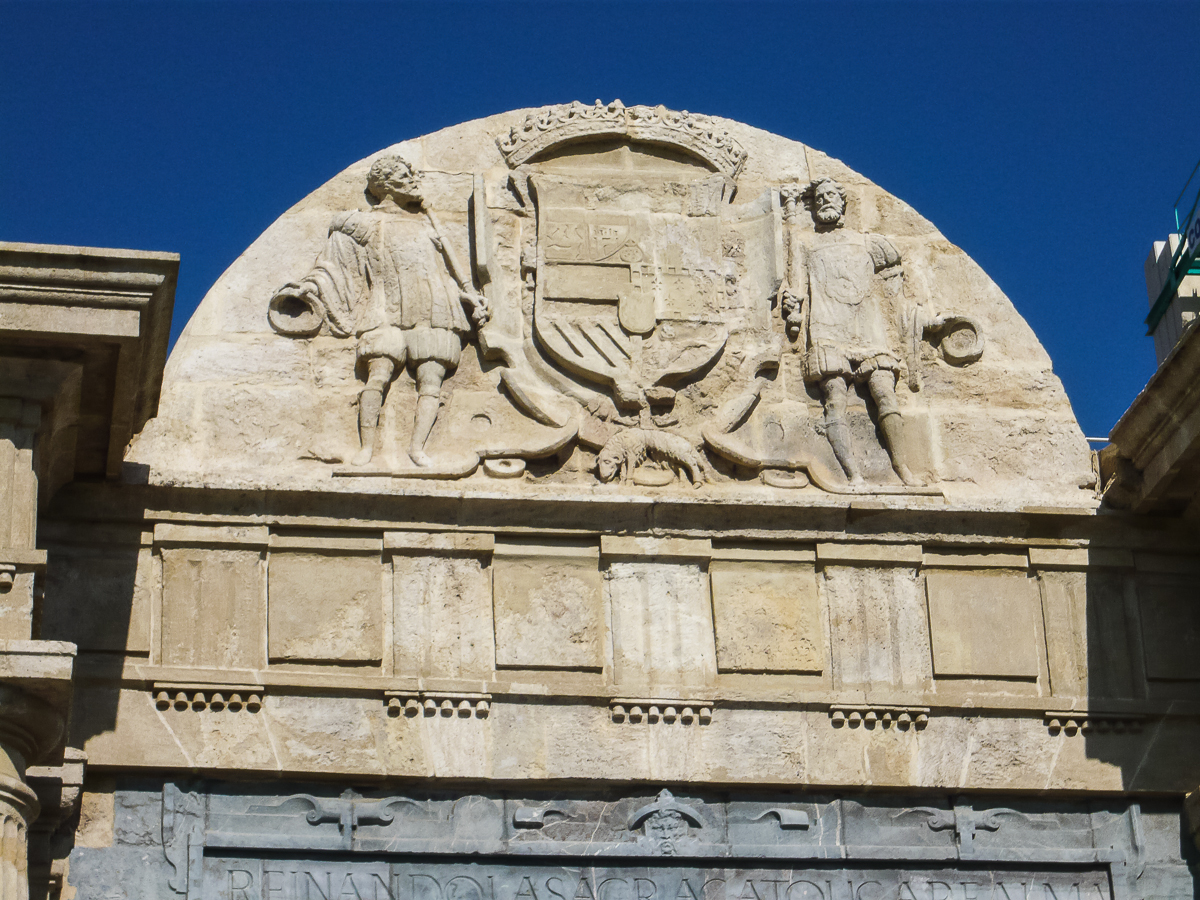
Fronton z herbem
Herb Filipa II Habsburga